# Janusz Sykutera
Janusz Sykutera (ur. 29 sierpnia 1931 w Starogardzie Gdańskim, zm. 8 grudnia 1997 w Krakowie) – polski aktor teatralny i filmowy, reżyser teatralny.

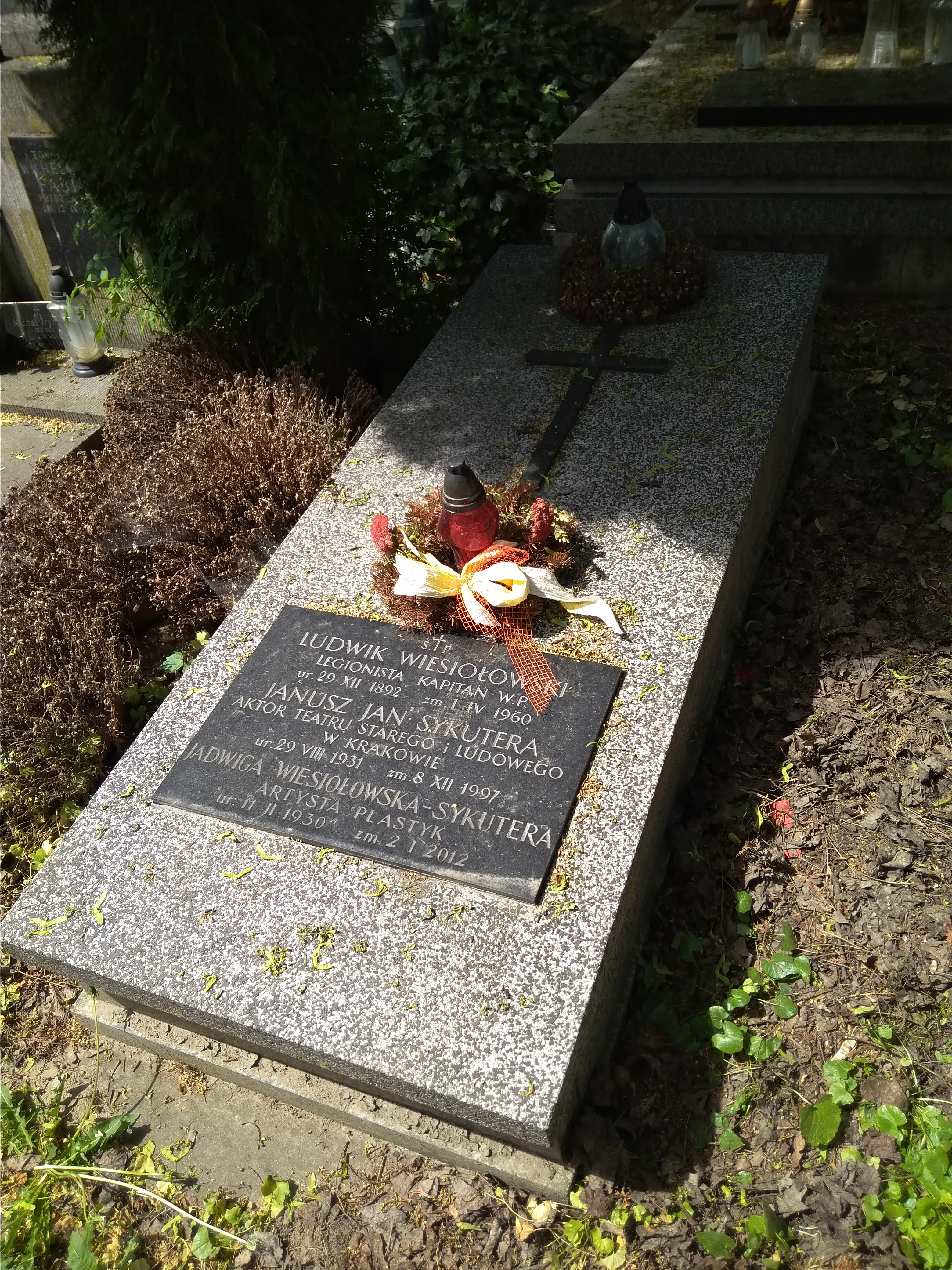
Grób Janusza Sykutery na cmentarzu Rakowickim w Krakowie (kwatera RB, rząd 6, miejsce 35)

## Życiorys
Urodził się 29 sierpnia 1931 roku w Starogardzie Gdańskim jako drugie dziecko i jedyny syn Józefa Sykutery i Jadwigi z Daranowskich Sykuterowej. Miał dwie siostry, starszą Helenę (po mężu Klein) i młodszą Jadwigę (po mężu Siwińską). W 1955 roku ożenił się z Jadwigą Wiesiołowską. W 1957 roku urodziło mu się jedyne dziecko - córka Małgorzata.

### Kariera zawodowa
W 1955 ukończył studia aktorskie na PWSA w Krakowie. Na scenie zadebiutował 10 grudnia 1955. Występował na scenach Starego Teatru w Krakowie (1955–1977), Teatru Dramatycznego w Legnicy (1977–1981) oraz Teatru Ludowego w Nowej Hucie (1982–1991).
W latach 1977–1981 był dyrektorem naczelnym i artystycznym Teatru Dramatycznego w Legnicy. Wyreżyserował m.in. takie spektakle teatralne jak: Ktoś Nowy Marka Domańskiego (1978), Rozmowy z katem Kazimierza Moczarskiego (1978), Intryga i miłość Friedricha Schillera (1979), Szaleństwa panny Ewy Kornela Makuszyńskiego (1980), Kowal, pieniądze i gwiazdy Jerzego Szaniawskiego (1980) oraz Óżont Ryszarda Latko (1981).

### Występy sceniczne (wybór)
- Śluby panieńskie Aleksandra Fredry w reż. Romana Zawistowskiego – Albin (1956)
- Hamlet Williama Szekspira w reż. Romana Zawistowskiego – Laertes (1956)
- Cyd Stanisława Wyspiańskiego w reż. Romana Zawistowskiego – Don Sanszo (1957)
- Śmierć gubernatora Leona Kruczkowskiego w reż. Władysław Krzemiński – Manuel (1961)
- Matka Courage i jej dzieci Bertolt Brecht w reż. Lidia Zamkow – chorąży (1962)
- Koriolan Williama Szekspira w reż. Władysława Krzemińskiego – Juniusz Brutus (1962)
- Major Barbara George’a Bernarda Shawa w reż. Władysława Krzemińskiego – Morrison (1963)
- Dziewięciu bez winy Siegfrieda Lenza w reż. Jerzego Jarockiego – lekarz (1963)
- Fizycy Friedricha Dürrenmatta w reż. Jerzego Jarockiego – Blocher (1963)
- Wesele Stanisława Wyspiańskiego w reż. Andrzeja Wajdy – Wojtek (1963)
- Nie-Boska komedia Zygmunta Krasińskiego w reż. Konrada Swinarskiego – Przechrzta (1965)
- Pastorałka Leona Schillera w reż. Andrzeja Witkowskiego – Prologus (1965)
- Mizantrop Moliera w reż. Zygmunta Hübnera – Oront (1966)
- Oni. Nowe Wyzwolenie Witkacego w reż. Józefa Szajny – Gliwuś Kretowiczka; Florestan (1967)
- Cymbelin Williama Szekspira w reż. Jerzego Jarockiego – pan brytyjski (1967)
- Anabaptyści Friedricha Dürrenmatta w reż. Zygmunta Hübnera – rzeźnik (1968)
- Biografia Maxa Frischa w reż. Serge Nicoloffa – lekarz (1968)
- Klątwa Stanisława Wyspiańskiego w reż. Konrada Swinarskiego – jeden z chóru (1968)
- Sędziowie Stanisława Wyspiańskiego w reż. Konrada Swinarskiego – nauczyciel (1968)
- Kurdesz Ernesta Brylla w reż. Bogdana Hussakowskiego – żołnierz (1969)
- Sen nocy letniej Williama Szekspira w reż. Konrada Swinarskiego – Orientades (1970)
- Uciekła mi przepióreczka Stefana Żeromskiego w reż. Tadeusza Minca – Wilkosz (1970)
- Biesy Fiodora Dostojewskiego w reż. Andrzeja Wajdy – Liputin (1971)
- Proces Franza Kafki w reż. Jerzego Jarockiego – wicedyrektor banku (1973)
- Pierwszy dzień wolności Leona Kruczkowskiego w reż. Marka Okopińskiego – Hieronim (1974)
- Człowiek znikąd Ignatija Dworieckiego w reż. Edwarda Linde-Lubaszenki – Igor Piotrowicz Kriukow (1976)
- Klub kawalerów Michała Bałuckiego w reż. Ireny Górskiej-Damięckiej – Piorunowicz (1979)
- Iskra we mgle według scenariusza i w reż. Stanisława Janickiego – król Władysław IV (1980)
- Kordian Juliusza Słowackiego w reż. Zbigniewa Wilkońskiego – Astaroth, Kuruta (1984)
- Milczenie Romana Brandstaettera w reż. Wacława Jankowskiego – Piotr Niedzicki (1984)
- Ucieczka Michaiła Bułhakowa w reż. Henryka Giżyckiego – komendant stacji; Grek Donżuan (1985)
- Rewizor Nikołaja Gogola w reż. Mikołaja Grabowskiego – Stiepan Iljicz Uchowiortow (1986)
- Policja Sławomira Mrożka w reż. Rafała Maciąga – generał (1990)
- Romeo i Julia Williama Szekspira w reż. Krzysztofa Orzechowskiego – dowódca straży (1992)

### Filmografia (wybór)
- Koniec naszego świata (1964) – rapportführer SS
- Obok prawdy (1964) – prokurator Wolański
- Lenin w Polsce (1965) – oficer w oknie pociągu
- Podziemny front (1965) – lekarz SS (odc. 2. Poste restante)
- Popioły (1965) – porucznik Schlussen, gość na balu w pałacu Ołowskich
- Chudy i inni (1966) – milicjant
- Piękny był pogrzeb, ludzie płakali  (1967) – Władysław
- Stawka większa niż życie (serial telewizyjny) (1968)

● odc. 7. Podwójny nelson – oficer na korytarzu pociągu jadącego do Liska
● odc. 16. Akcja „Liść dębu” – porucznik Schramm, oficer sztabowy generała Pfistera
- Znicz olimpijski (1969) – Niemiec w Budapeszcie
- Na wylot (1972) – architekt
- Za metą start (1976) – kibic w knajpie
- Ocalić miasto (1976) – oficer dowodzący obławą na radzieckich spadochroniarzy
- Polskie drogi (serial telewizyjny) (1976) – major Muller kierujący akcją aresztowania profesorów Uniwersytetu Jagiellońskiego (odc. 2. Obywatele GG)
- Spokój (1976) – kolega kierownika
- Śmierć prezydenta (1977) – Stanisław Car, szef Kancelarii Naczelnika Państwa
- Biały mazur (1978) – Wiaczesław Von Plewe
- Ślad na ziemi (1978) – dyrektor zakładu energetycznego
- Klincz (1979) – prezes Szpakowski
- Operacja Himmler (1979) – Heinrich Muller
- Ciosy (1980) – pisarz Aleksy
- Blisko, coraz bliżej (serial telewizyjny) (1982–1986) – Karol Belsche, dyrektor kopalni

● odc. 6. Obcy wśród swoich. Rok 1914
● odc. 7. Ojcowski dom. Rok 1919
● odc. 8. Niepokój i gniew. Rok 1919
● odc. 11. U Pasterników wesele. Rok 1926
● odc. 12. Złota lilijka. Rok 1932
● odc. 14. Ważne zadanie. Rok 1939
● odc. 17. Przyjazna hałda. Rok 1944
● odc. 18. Ta zima była gorąca. Rok 1945
- Zaproszenie (1985) – Ignacy Górski, ojciec Piotra i Jana, profesor Uniwersytetu Jagiellońskiego
- Kolory kochania (1988) – wydawca
- Rodzina Kanderów (serial telewizyjny) (1988) – ortopeda w Piekarach Śląskich (odc. 12. Gorzkie dni. Rok 1976)
- Modrzejewska (serial telewizyjny) (1989) – widz chwalący aktorkę Ładnowską (odc. 3. Czerniowce)
- Jeszcze tylko ten las (1991) – żołnierz niemiecki

## Odznaczenia, nagrody i wyróżnienia
- Krzyż Kawalerski Orderu Odrodzenia Polski (1986)
- Złoty Krzyż Zasługi (1977)
- Złota Odznaka „Za zasługi dla Krakowa” (1973)
- Srebrna Iglica (1981)